# 硝子のバラ/股間に香る殺意
『硝子のバラ/股間に香る殺意』（がらすのバラ／こかんにかおるさつい、原題：Snapdragon）は、1993年公開のアメリカ合衆国のエロティック・スリラー映画。
Worth Keeterが監督を務め、プレイボーイ誌の元プレイメイトであるパメラ・アンダーソンが主演した。彼女にとってはPLAYBOYでの成功後、初の映画主演作となった。

## あらすじ
正体不明の娼婦と待ち合わせた2人の男が殺されたことで、風紀犯罪取締課から殺人課に応援で回されてきたペッカム巡査部長が捜査に当たることになる。彼女は恋人で警察所属の心理学者であるデイヴィッド・ストラットンに協力してもらい、犯人のプロファイリングを行う。やがて二人は、恋人を殺す悪夢を繰り返し見る記憶喪失のフェリシティと関わりを持つようになる。しかし、次第にフェリシティが自分たちが捜査している殺人事件に関係しているのではないかと疑い始める。

## キャスト
- Dr. David 'Doc' Hoogstraten - スティーヴン・バウアー[1]
- Peckham - チェルシー・フィールド（英語版）[1]
- フェリシティ - パメラ・アンダーソン[1]
- Bernie - マット・マッコイ[1]
- Captain - Kenneth Tigar[1]
- Lengle - ラリー・マネッティ（英語版）[1]
- Priest - ランス・ハワード[1]
- 看護師 - Gloria LeRoy (Gloria Le Roi名義)[1]
- Coroner - ドリュー・シュナイダー（英語版）
- Professor Huan - Diana Lee Hsu[1]
- Hua - Irene Tsu[1]
- Grosky - Michael Monks[1]
- Fat Man - John F. O'Donohue[1]
- Mental Patient - Phillip Troy Linger[1]

## 評価
レビュー収集サイトのRotten Tomatoesでは、批評家のレビューがないため、本作を評価していない。一方で、観客は929件のレビューに基づくと、21％の評価をし、平均評価は2.4/5となっている。ニューヨーク・タイムズ紙のKarl Williamsは、「このエロティックなサイコスリラーは、人気女優のパメラ・アンダーソンによる主役としての長編デビュー作となる。フェリシティ（アンダーソン）は心理学的プロファイルに当てはまらず、彼女の魅力的でセクシーな美しさはデイヴィッドを夢中にさせる効果がある」と書いている。